# Cristo de Mig Aran
El Cristo de Mig Aran es una talla de madera fragmentada policromada de estilo románico del siglo XIII, y se encuentra en la iglesia de Sant Miquèu a Vielha (San Miguel de Viella). Por cálculos llevados a cabo con el busto que queda se cree que la figura entera podría medir alrededor de dos metros de altura. Marcel Durliat en el año 1978 ya informó de su gran calidad:

...este hermoso Cristo mutilado, cuyo expresivo rostro es una de las obras maestras de la escultura en madera de la región de los Pirineos

## Historia

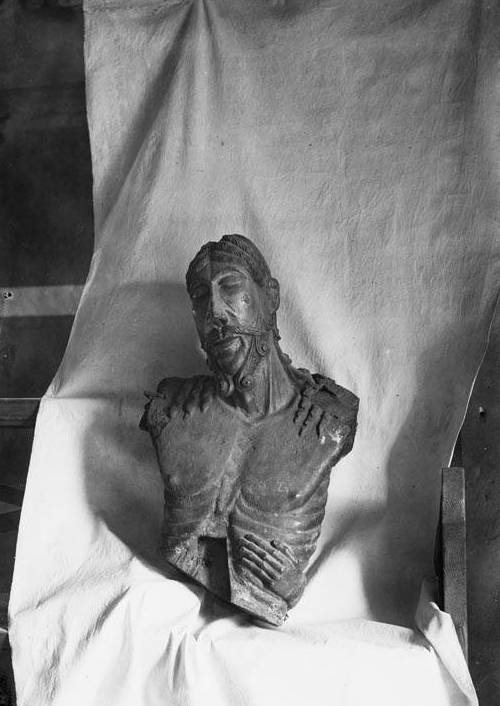
El cristo de Mig Aran en una fotografía de 1907.

La imagen pertenecía a la antigua iglesia de Santa María de Viella, destruida durante la guerra civil española. Formaba parte de un conjunto escultórico del «Descendimiento» similar a los existentes en el Valle de Boí. Se atribuye su realización al «taller de Erill», conocido por ser que elaboró el Descendimiento de Erill la Vall, el mejor conservado en Cataluña de época románica y que pertenecía a la iglesia de Santa Eulalia de Erill-la-Vall. Los rasgos más cercanos entre ambos cristos aparecen en la similitud de su rostro en los pómulos altos, el largo de su nariz, sus cejas altas y la frente poco elevada, les distinguen  que en el de Mig Aran el bigote está completamente horizontal sobre su labio superior y la barba recogida en unos rizos bien marcados, los pechos más marcados y con los pezones no aparecen en el de Erill. Se dice también que este Cristo aranés fue posterior al de Erill, por su perfeccionada técnica y estilo. La escultura desapareció durante la guerra civil española, siendo localizada en Suiza en 1940 y devuelta al Valle de Arán.
El resto de figuras que debían pertenecer a este descendimiento (entre cinco o siete), se cree que debieron desaparecer o ser destruidas en el año 1472, cuando la antigua iglesia donde se encontraba fue saqueada en un invasión francesa.

## Descripción
Se encuentra en culto y situado en la segunda capilla de la derecha de la iglesia de San Miguel, protegido por una exposición en una vitrina cerrada con condiciones idóneas de temperatura e iluminación. Se conserva el fragmento de la escultura que representa la cabeza con un trozo de torso hasta el nivel de la cuarta costilla. Se encuentra decantado a un lado, tiene el rostro con los ojos cerrados y expresión de paz; las finas hebras de su cabello le caen sobre los hombros en tres mechas trenzadas en línea zigzagueante, tiene bigote y unos señalados rizos en la barba. El torso está sin resto de brazos y la mano de José de Arimatea lo sostiene por la axila. La pérdida de los brazos se considera casi natural ya que estaban sujetos por medio de elementos que permitían su movimiento y su conservación podía ser bastante frágil. Lo que parece un hecho inusual es la desaparición del resto del cuerpo, ya que se observa un corte limpio e incluso existe un vaciado bajo el esternón, cuya causa no ha sido posible averiguar.